# Cigaritis minor
Cigaritis minor är en fjärilsart som beskrevs av Otto Staudinger. Cigaritis minor ingår i släktet Cigaritis och familjen juvelvingar. Inga underarter finns listade i Catalogue of Life.